# Kbs wz. 1996 Beryl
O karabinek szturmowy wzór 96 "Beryl" (fuzil de assalto modelo 1996 "Beryllium", abreviado kbs wz. 96) é um fuzil de assalto polonês de 5,56 mm, projetado e produzido pela Fabryka Broni Radom. O fuzil substituiu os fuzis Tantal de 5,45×39mm e AKM de 7,62×39mm como fuzil de serviço padrão das Forças Armadas Polonesas.

## Desenvolvimento

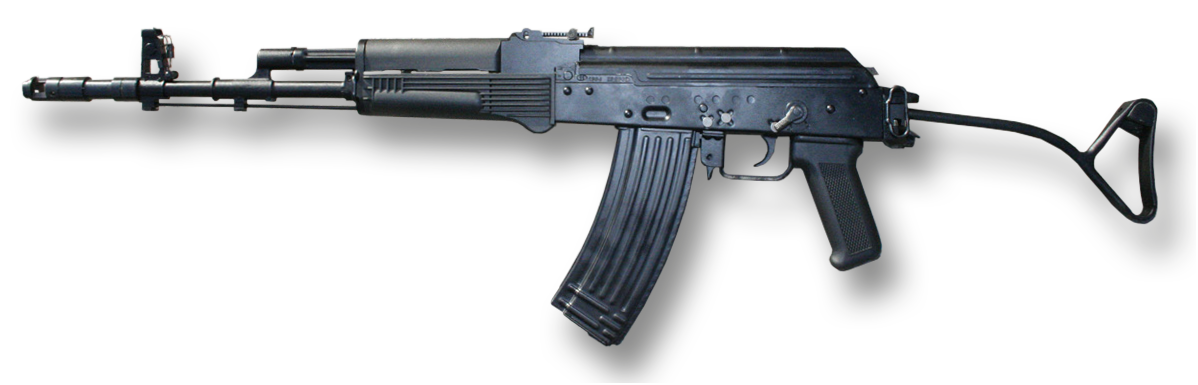
wz. 88 Tantal - progenitor do wz. 96 Beryl

O trabalho de desenvolvimento de um novo fuzil de serviço (tanto uma variante padrão quanto uma carabina) adaptado para usar o cartucho intermediário 5,56×45mm NATO foi realizado em 1995. No entanto, uma versão funcional de fuzil e carabina de 5,56 mm já estava disponível em Radom desde 1991, conhecida como wz. 1991 (um fuzil wz. 88 Tantal com câmara nova). As especificações da nova arma foram aprovadas em fevereiro de 1995 e, em dezembro do mesmo ano, um lote de produção protótipo composto por 11 fuzis Beryl foi produzido. Em 1997, a arma foi avaliada com sucesso e adotada em serviço como 5,56 mm karabinek szturmowy wz. 1996 ("carabina de assalto modelo 1996").
Posteriormente, o Beryl tornou-se o fuzil polonês padrão. Em 2011, havia mais de 45.000 unidades no estoque, representando cerca de metade dos fuzis de assalto do Exército Polonês. Em 25 de maio de 2016, o FB "Łucznik" Radom anunciou uma encomenda do Exército Polonês de 26.000 Beryl e Mini-Beryl, embora não tenha detalhado por sistema.
Além da Polônia, 80 wz. 96A Beryl e 10 wz. 96A Mini Beryl são usados pela Lituânia (doados pela Polônia em maio de 2000, incluindo 10 fuzis com lança-granadas Pallad e 10 fuzis com mira CWL-1 e telêmetro a laser integrado). Até 2002/2003, eram equipamentos da unidade de forças especiais SOJ Aitvaras, que operava no Afeganistão.

## Variantes

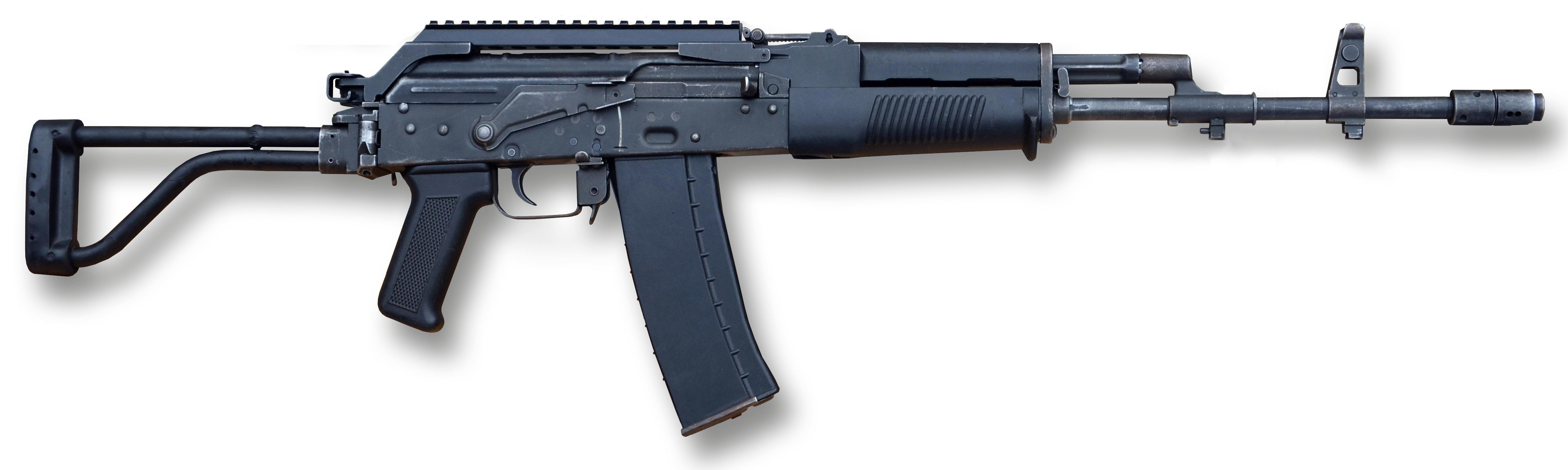
kbs wz. 96A Beryl

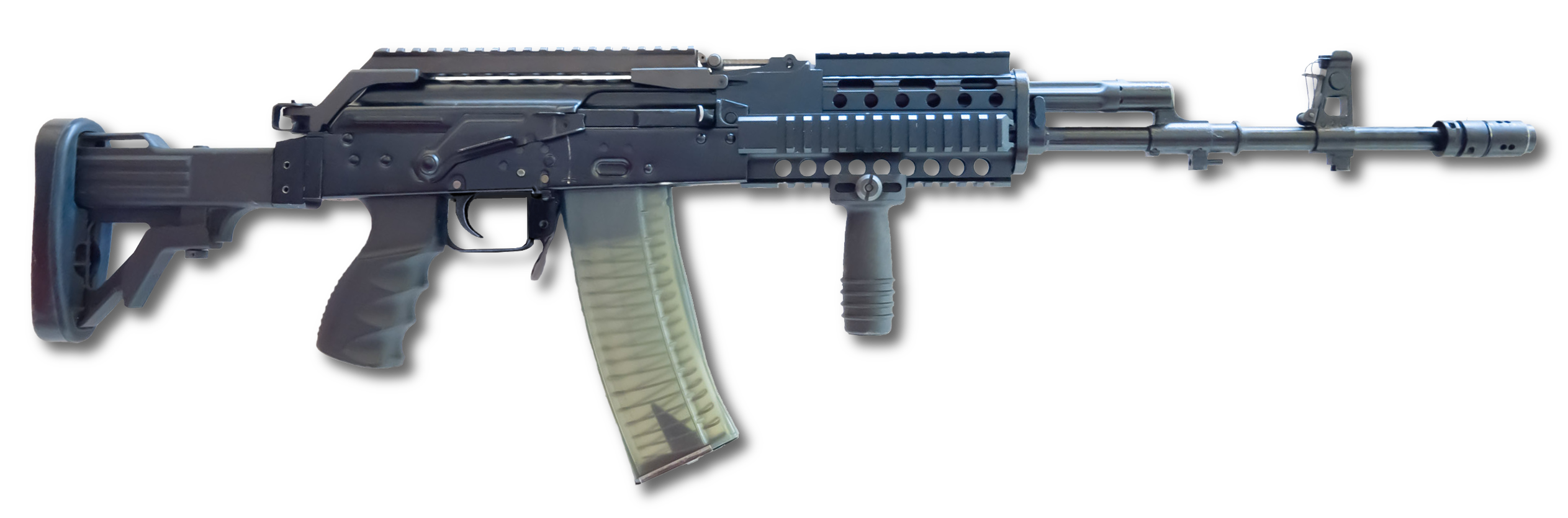
kbs wz. 96C Beryl

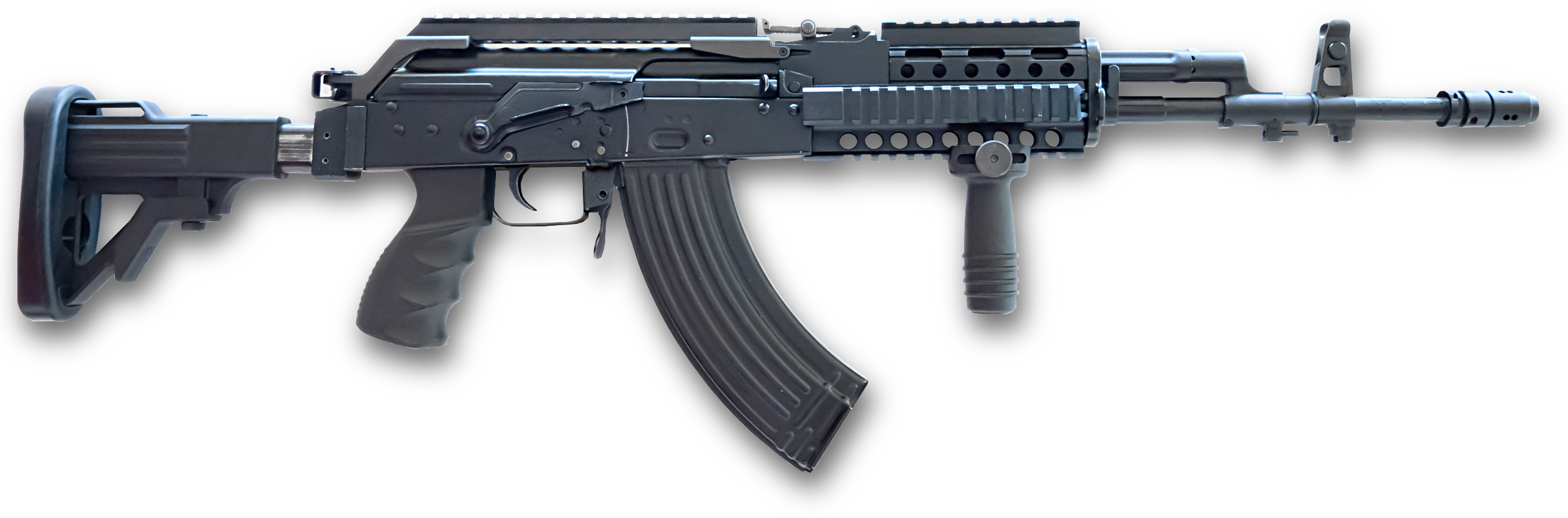
Variante Beryl M762 com câmara para munição 7,62×39mm

- kbs wz. 96A Beryl (1996): versão padrão do Beryl, a versão mais produzida pelas Forças Polonesas. Alguns exemplares eram equipados com trilho POPC I, onde miras polonesas (CWL-1, CK-3, LKA-4, PCS-6) podiam ser montadas, mas a maioria dos trilhos montados era POPC III. No Iraque, alguns Beryl foram modificados em campo e receberam punho dianteiro de madeira do PM md. 63.
- kbs wz. 96B Beryl (2004): igual à versão padrão, mas com punho dianteiro fixo e trilhos. Além disso, a versão "B" recebe novos trilhos, POPC II (curto) e POPC III (longo), que substituíram o padrão Picatinny (no entanto, alguns Beryls "B" recebem trilhos POPC I).
- kbs wz. 96C Beryl (2009): versão com nova coronha (que é fixa e telescópica), novos trilhos (POPC IV), novo guarda-mão, carregadores e novo punho dianteiro.
- kbs wz. 96D Beryl: uma opção disponibilizada pelo fabricante, que permite completar livremente a carabina a partir de elementos das versões A, B e C.[5]
- Beryl M545 (2011): variante de exportação proposta de 5,45×39mm.[6]
- Beryl M762 (2013): variante de exportação "C", com câmara para disparar munição 7,62×39mm. Adquirido pela Nigéria.

## Operadores

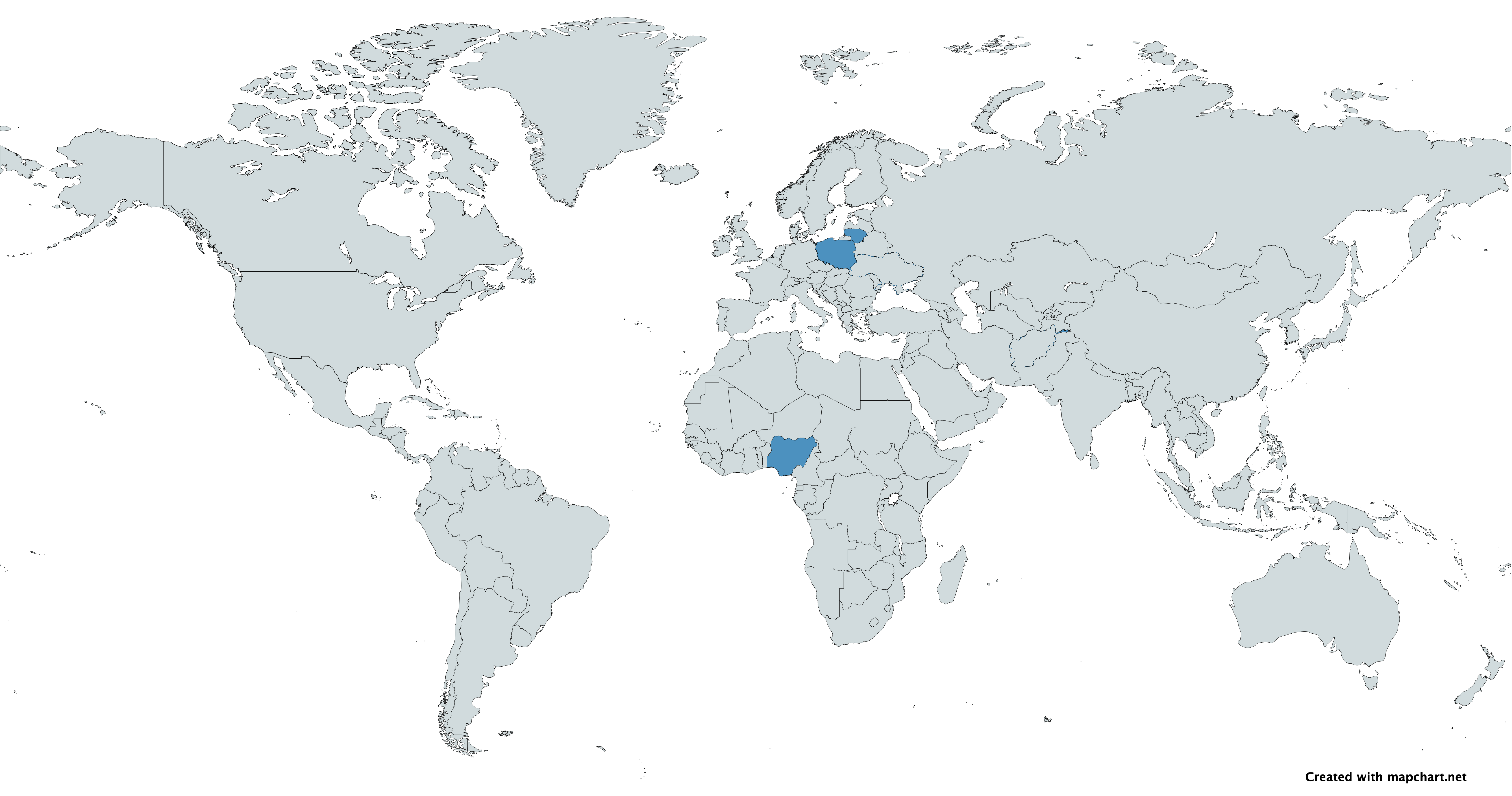
Mapa com operadores do FB Beryl em azul

- Lituânia: 90 unidades, das quais 80 são do tipo wz. 96A, em uso por forças especiais e unidades de reconhecimento (10 com lança-granadas Pallad tipo wz. 74 e 10 com mira telescópica CWL-1 com apontador laser)[7] e 10 são da variante Mini-Beryl tipo wz. 96. Até 2003, usado pela unidade de forças especiais de elite SOJ Aitvaras no Afeganistão.
- Nigéria: 3.200 fuzis M762[8] (em março de 2018, a Corporação das Indústrias de Defesa da Nigéria assinou uma carta de intenções para fabricar os fuzis na Nigéria)[9]
- Polónia: Fuzil padrão atual das Forças Terrestres da Polônia, com cerca de 86.000 unidades em serviço.[10][11]